# Calomyscus tsolovi
Calomyscus tsolovi is een zoogdier uit de familie van de muishamsters (Calomyscidae). De wetenschappelijke naam van de soort werd voor het eerst geldig gepubliceerd door Peshev in 1991.